# Toray Pan Pacific Open 2011
Toray Pan Pacific Open 2011 — жіночий тенісний турнір, що проходив на відкритих кортах з твердим покриттям. Це був 28-й за ліком Toray Pan Pacific Open. Належав до категорії Premier у рамках Туру WTA 2011. Відбувся в Ariake Coliseum у Токіо (Японія). Тривав з 26 вересня до 2 жовтня 2011 року. Агнешка Радванська здобула титул в одиночному розряді.

## Переможниці та фіналістки

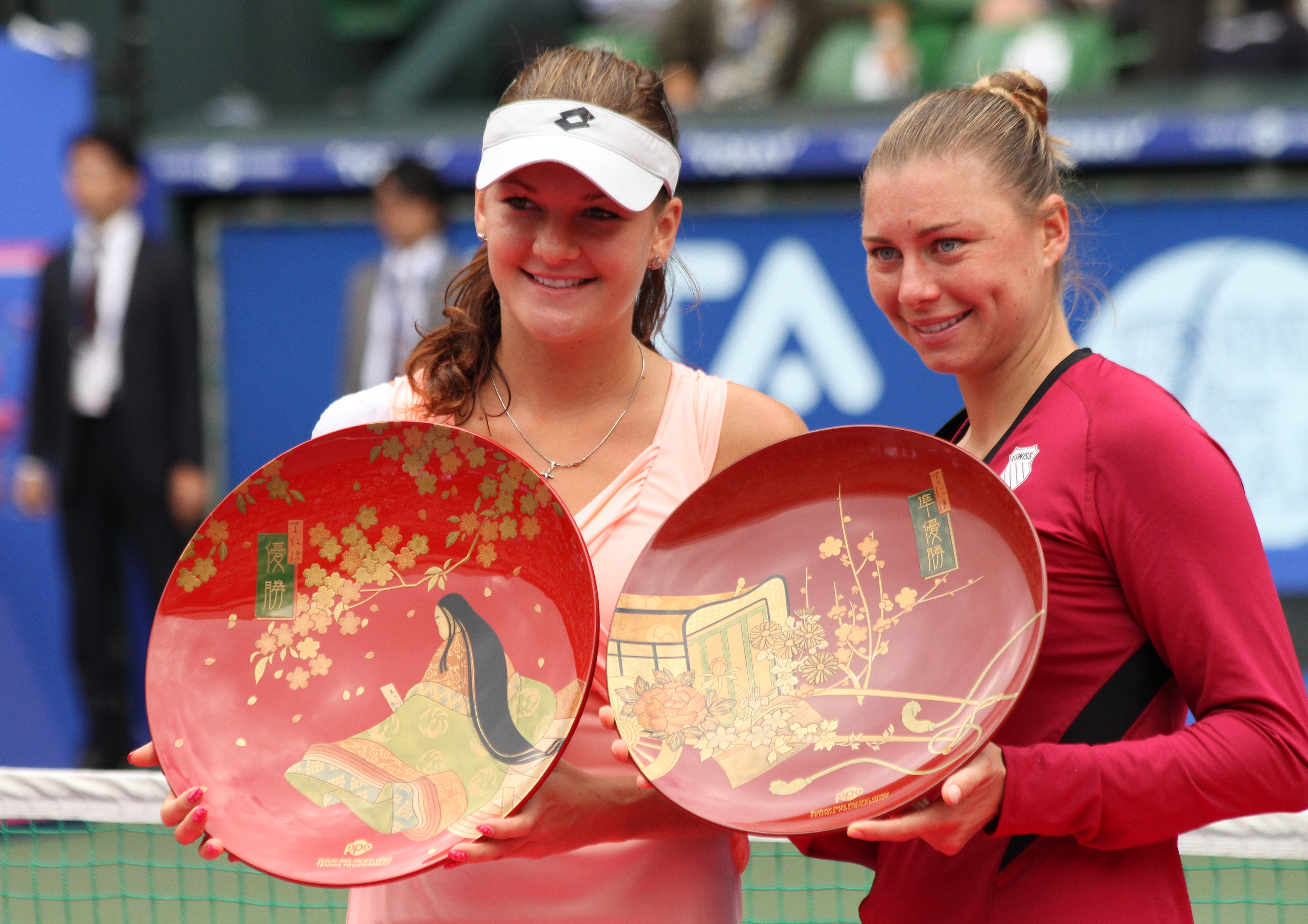
фіналістки Агнешка Радванська і Віра Звонарьова тримають свої призи.

### Одиночний розряд
Агнешка Радванська —  Віра Звонарьова, 6–3, 6–2.
- Для Радванської це був другий титул за сезон і 6-й - за кар'єру.

### Парний розряд
Лізель Губер /  Ліза Реймонд —  Хісела Дулко /  Флавія Пеннетта, 7–6(7–4), 0–6, [10–6].

## Очки і призові
| Стадія                       | Одиночний розряд | Парний розряд |
| ---------------------------- | ---------------- | ------------- |
| Перемога                     | 900              | 900           |
| Фінал                        | 620              | 620           |
| півфінал                     | 395              | 395           |
| чвертьфінал                  | 225              | 225           |
| 1/8 фіналу                   | 125              | 1             |
| 1/16 фіналу                  | 70               | –             |
| 1/32 фіналу                  | 1                | –             |
| кваліфаєр                    | 30               | –             |
| фінальний раунд кваліфікації | 20               | –             |
| 1-й раунд кваліфікації       | 1                | –             |

| Стадія                       | Одиночний розряд | Парний розряд |
| ---------------------------- | ---------------- | ------------- |
| Перемога                     | $360,000         | $103,000      |
| Фінал                        | $180,000         | $51,550       |
| півфінал                     | $90,000          | $32,350       |
| чвертьфінал                  | $41,450          | $16,250       |
| 1/8 фіналу                   | $20,550          | $8,100        |
| 1/16 фіналу                  | $10,575          | –             |
| 1/32 фіналу                  | $5,500           | –             |
| Фінальний раунд кваліфікації | $3,000           | –             |
| 1-й раунд кваліфікації       | $1,550           | –             |

## Учасниці

### Сіяні учасниці
| Країна     | Гравчиня               | Рейтинг1 | Посіяна |
| ---------- | ---------------------- | -------- | ------- |
| Данія      | Каролін Возняцкі       | 1        | 1       |
| Росія      | Марія Шарапова         | 2        | 2       |
| Білорусь   | Вікторія Азаренко      | 3        | 3       |
| Росія      | Віра Звонарьова        | 4        | 4       |
| Чехія      | Петра Квітова          | 6        | 5       |
| Австралія  | Саманта Стосур         | 7        | 6       |
| Франція    | Маріон Бартолі         | 10       | 7       |
| Сербія     | Єлена Янкович          | 12       | 8       |
| Польща     | Агнешка Радванська     | 13       | 9       |
| КНР        | Пен Шуай               | 15       | 10      |
| Росія      | Анастасія Павлюченкова | 16       | 11      |
| Сербія     | Ана Іванович           | 20       | 12      |
| Німеччина  | Юлія Гергес            | 21       | 13      |
| Словаччина | Домініка Цібулкова     | 22       | 14      |
| Італія     | Флавія Пеннетта        | 23       | 15      |
| Ізраїль    | Шахар Пеєр             | 26       | 16      |

- Рейтинг подано станом на 19 вересня 2011.

### Інші учасниці
Нижче наведено учасниць, які отримали вайлдкард на участь в основній сітці:
- Місакі Дой
- Крістина Плішкова
- Лора Робсон

Нижче наведено гравчинь, які пробились в основну сітку через стадію кваліфікації:
- Джилл Крейбас
- Анджелік Кербер
- Менді Мінелла
- Кароліна Плішкова
- Уршуля Радванська
- Анастасія Родіонова
- Еріка Сема
- Коко Вандевей

### Відомі тенісистки, що відмовились від участі
- Кім Клейстерс
- Лі На
- Андреа Петкович
- Сабіне Лісіцкі
- Франческа Ск'явоне
- Роберта Вінчі
- Яніна Вікмаєр
- Серена Вільямс
- Вінус Вільямс